# 후사벌
후사벌(後沙伐, 919년~927년)은 후삼국 시대의 국가로, 919년에 박언창이 건국했으며, 927년에 후백제의 견훤에 의해 멸망했다.

## 같이 보기
- 한국의 역사